# Minotaure.com: Le heaume d'horreur
Minotaure.com: Le heaume d'horreur (en russe : Шлем ужаса: Креатифф о Тесее и Минотавре, littéralement : Le heaume d'horreur : Création de Thésée et du Minotaure) est le septième roman postmoderniste de Viktor Pelevine, composé à la demande de la maison d'édition Canongate en Grande-Bretagne dans le cadre d'un projet international sur les mythes. Il a été édité en 2005 et publié à 100 000 exemplaires.

## Forme
Avant même la parution du Minotaure.com en version en langue russe, un livre audio est mis en vente sur le même texte en russe uniquement. Huit acteurs interprètent les rôles des personnages parmi lesquels Tina Kandelaki (dans le rôle d'Ariane), Nikolaï Fomenko (dans le rôle de Roméo-y-Cohiba). L'édition imprimée varie toutefois légèrement de celle du livre audio et certaines répliques sont modifiées. Peu après la parution du roman, une pièce de théâtre est créée sous le nom «Shlem.com». La pièce est mise en scène par le metteur en scène moscovite Jou Montvilaite (ru) sur le thème du heaume d'horreur.
Le genre de cet ouvrage est une pièce écrite sous forme de tchat entre les personnages. Mais dans la production de Pelevine, sur son site, il est repris dans la catégorie roman, et plusieurs articles sur le sujet utilisent également le nom de roman,. Mais certains critiques désignent l'ouvrage sous le nom de genre pièce,, ou encore sous celui de récit dramatique.

## Sujet
Huit personnages sont participants d'un tchat très étrange. Chacun d'eux, d'une manière inconnue, se retrouve dans une des pièces toutes similaires munies d'un clavier et d'un ordinateur. Bientôt ils comprennent qu'ils sont devenus des participants du mythe de Thésée et du Minotaure. Mais la situation est beaucoup plus complexe qu'il n'y paraît à première vue.
Personnages:
- 'M'onstradamus
- 'I'seuT
- 'N'utscracker
- 'O'rganisme(-:
- 'T'heseus (Zeus) (seulement quelques répliques)
- 'A'riane
- 'U'GLI 666
- 'R'oméo-y-Cohiba
- 'S'artrinet

Chaque personnage a derrière la porte de sa pièce son propre labyrinthe. Monstradamus a quant à lui une impasse et dispose d'un revolver chargé. IseuT et Roméo-y-Cohiba ont notamment un parc (c'est pourquoi ils essaient de se rencontrer). Nutscracker a une pièce avec équipement et cassettes. Organisme(-: un écran de veille, Ariane une chambre à coucher, Sartrinet un frigo…

## Livre audio
Deux semaines avant l'édition papier une édition audio en russe est sortie en format CD et MP3.
Cette version audio diffère légèrement de la version papier,.

## Faits intéressants
Viktor Pelevine parle lui-même de son travail sur ce livre :

C'est un projet très intéressant de la maison d'édition: tous les participants ont du écrire une version d'un mythe de leur choix dans les formes qu'ils choisissent. J'ai demandé à ma fille de choisir pour moi. Elle a réfléchi pendant longtemps puis m'a envoyé un seul mot: Minotaure…
- Le slogan du livre: « Je vais construire un labyrinthe dans lequel je pourrai me perdre avec quelqu'un qui veut m'y trouver - qui a dit cela et à propos de quoi ? ».
- Le livre de Pelevine traduit en français Minotaure.com: a un sous-titre Le Heaume d'horreur. En russe le titre est Heaume d'horreur

(Шлем ужаса) et le sous-titre Création de Thésée et du Minotaure (Креатифф о Тесее и Минотавре).
- Le personnage de Sartrinet, qui est tout le temps malade, semble être une référence au philosophe français du XXe siècle Jean-Paul Sartre connu notamment pour son roman La Nausée.

## Édition
- 2005 — Viktor Pelevine., Le heaume d'horreur: Création sur Thésée et le Minotaure/ Шлем ужаса: Креатифф о Тесее и Минотавре, Moscou, Monde ouvert/Открытый мир (издательство),‎ 2005, 224 p. (ISBN 5-9743-0010-6)
- 2005 Livre audio MP3 isbn SSTCD-0113-05

### Articles
- (ru) Пелевин В. Шлем ужаса: Креатифф о Тесее и Минотавре — article de Alexeï Vernitski, revue Nouvelle revue littéraire/Новое литературное обозрение
- (ru) Мифологическая основа романа В. Пелевина «Шлем Ужаса» article de Maria Rechetniak (Мариa Решетняк)
- (ru) Le heaume d'horreur Шлем ужаса — critique Lev Danilkine (Данилкин, Лев Александрович), revue Aficha
- (ru) Ужас «Шлема» — critique de Pavel Bassinskogo (Павла Басинского), Literatournaïa gazeta
- (ru) Про людей и нелюдей — Critique d'Olga Lebiodouchkina, dans la revue Amitié du peuple (Дружба Народов)
- (ru) Вы слышите их? — critique de Dmitri Bavilski (Дмитрия Бавильского), dans la revue internet Regard(Взгляд)
- (ru) Шлем ужаса — critique de Natalia Kourtchatova (Натальи Курчатовой), revue TimeOut.